# Bathytoma atractoides
Bathytoma atractoides là một loài ốc biển, là động vật thân mềm chân bụng sống ở biển trong họ Borsoniidae.